# Chris Hemsworth
Chris Hemsworth (født 11. august 1983 i Melbourne) er en australsk skuespiller, kendt for rollen som Kim Hyde i soap-serien Home and Away, men han har også medvirket i en række andre film/serier, deriblandt filmen Star Trek fra 2009. Han er nok mest kendt fra filmene; Thor (2011), The Avengers (2012), Thor: The Dark World (2013) og Avengers: Infinity War hvor han spiller Thor og Thor: Ragnarok (2017) hvor han også spiller Thor. Han medvirkede også I Snow White and The Huntsman (2012), hvor han spillede The Huntsman.
Han har udover Star Trek, Thor og Snowwhite and The Huntsman haft roller i flere film. Han har haft en rolle i A Perfect Getaway (2009) og samtidig været en af hovedrollerne i filmen Ca$h (2010).
Han har også en rolle i filmene Red Dawn og The Cabin in the Woods.
Chris er bror til Liam Hemsworth. Chris Hemsworth er gift med den spanske skuespillerinde Elsa Pataky, som han mødte gennem deres indbyrdes repræsentant i begyndelsen af 2010. De offentliggjorde deres forhold ved en fest ved LACMA i Los Angeles den 25. september 2010, og blev gift tre måneder senere.
Chris Hemsworth har tidligere været i et forhold med Isabel Lucas som spillede Tasha Andrews i Home and Away.

## Filmografi

### Film
| År   | Titel                       | Rolle                       | Noter                                                               |
| ---- | --------------------------- | --------------------------- | ------------------------------------------------------------------- |
| 2009 | Star Trek                   | George Kirk                 |                                                                     |
| 2009 | A Perfect Getaway           | Kale Garrity                |                                                                     |
| 2010 | Ca$h                        | Sam Phelan                  |                                                                     |
| 2011 | Thor                        | Thor                        |                                                                     |
| 2012 | The Cabin in the Woods      | Curt Vaughan                |                                                                     |
| 2012 | The Avengers                | Thor                        |                                                                     |
| 2012 | Snow White and the Huntsman | Eric the Huntsman           |                                                                     |
| 2012 | Red Dawn                    | Jed Eckert                  |                                                                     |
| 2013 | Star Trek Into Darkness     | George Kirk (stemme)        | Gæsteoptræden                                                       |
| 2013 | Rush                        | James Hunt                  |                                                                     |
| 2013 | Thor: The Dark World        | Thor                        |                                                                     |
| 2015 | Blackhat                    | Nicholas Hathaway           |                                                                     |
| 2015 | Avengers: Age of Ultron     | Thor                        |                                                                     |
| 2015 | Vacation                    | Stone Crandall              |                                                                     |
| 2015 | In the Heart of the Sea     | Owen Chase                  |                                                                     |
| 2016 | The Huntsman: Winter's War  | Eric the Huntsman           |                                                                     |
| 2016 | Ghostbusters                | Kevin Beckman / Rowan North |                                                                     |
| 2016 | Team Thor                   | Thor                        | Kortfilm                                                            |
| 2016 | Doctor Strange              | Thor                        | Gæsteoptræden; scene i midten af rulletekster                       |
| 2017 | Team Thor: Part 2           | Thor                        | kortfilm                                                            |
| 2017 | Thor: Ragnarok              | Thor                        |                                                                     |
| 2018 | 12 Strong                   | Kaptajn Mitch Nelson        |                                                                     |
| 2018 | Avengers: Infinity War      | Thor                        |                                                                     |
| 2018 | Bad Times at the El Royale  | Billy Lee                   |                                                                     |
| 2019 | Avengers: Endgame           | Thor                        |                                                                     |
| 2019 | Men in Black: International | Henry / Agent H             |                                                                     |
| 2019 | Jay and Silent Bob Reboot   | Sig selv                    | Gæsteoptræden                                                       |
| 2020 | Extraction                  | Tyler Rake                  | Also producer                                                       |
| 2022 | Interceptor                 | TV salesman                 | Ukrediteret gæsteoptræden og Uncredited cameo og executive producer |
| 2022 | Spiderhead                  | Steve Abnesti               | Også producer                                                       |
| 2022 | Thor: Love and Thunder      | Thor                        | Også executive producer                                             |
| 2023 | Extraction 2                | Tyler Rake                  | Også producer                                                       |
| 2024 | Furiosa: A Mad Max Saga     | Dementus                    |                                                                     |
| 2024 | Skabelon:Pending film       | Thor                        | Gæsteoptræden                                                       |
| 2024 | Transformers One            | Orion Pax / Optimus Prime   | Stemme                                                              |
| TBA  | Skabelon:Pending film       | TBA                         | Post-production                                                     |

Skabelon:Pending films key

### Tv
| År           | Titel                            | Rolle         | Noter                                      |
| ------------ | -------------------------------- | ------------- | ------------------------------------------ |
| 2002         | Guinevere Jones                  | King Arthur   | 3 afsnit                                   |
| 2002         | Neighbours                       | Jamie Kane    | Sæson 18 (afsnit #4069)                    |
| 2002         | Marshall Law                     | The Kid       | Afsnit: "Domestic Bliss"                   |
| 2003         | The Saddle Club                  | The New Vet   | Afsnit: "Tenderfoot"                       |
| 2004         | Fergus McPhail                   | Craig         | Afsnit: "In a Jam"                         |
| 2004–2007    | Home and Away                    | Kim Hyde      | Sæson 17–20 (189 afsnit)                   |
| 2006         | Dancing with the Stars           | Sig selv      | Femteplads                                 |
| 2015         | Saturday Night Live              | Vært          | 2 afsnit                                   |
| 2021         | Loki                             | Throg (voice) | Afsnit: "Journey into Mystery"; uncredited |
| 2021         | Shark Beach with Chris Hemsworth | Sig selv      | Tv-special                                 |
| 2021–present | What If...?                      | Thor (stemme) | 5 afsnit                                   |
| 2022         | Limitless with Chris Hemsworth   | Sig selv      | Også executive producer                    |

### Computerspil
| År   | Titel                | Rolle         | Noter  |
| ---- | -------------------- | ------------- | ------ |
| 2011 | Thor: God of Thunder | Thor          | Stemme |
| 2015 | Lego Dimensions      | Kevin Beckman | Stemme |
| 2016 | Ghostbusters         | Kevin Beckman | Stemme |